# Успение Богородично (Бадилен)
Вижте пояснителната страница за други значения на Света Петка.
„Успение Богородично“ или „Успение на Пресвета Богородица“ (на македонска литературна норма: „Успение на Пресвета Богородица“) е православна църква в струмишкото село Бадилен, Северна Македония. Част е от Струмишката епархия на Македонската православна църква – Охридска архиепископия.
Храмът е разположен в югоизточната част на селото. Представлява трикорабна псевдобазилика с равен дървен таван на трите кораба. За нея в 1889 година работи няколко икони струмишкият зограф Григорий Пецанов. В църквата работи и зографът Гаврил Атанасов.